# Psednos harteli
Psednos harteli är en fiskart som beskrevs av Chernova 2001. Psednos harteli ingår i släktet Psednos och familjen Liparidae. IUCN kategoriserar arten globalt som otillräckligt studerad. Inga underarter finns listade i Catalogue of Life.